# Кажа
Кажа́ (рос. Кажа) — село у складі Красногорського району Алтайського краю, Росія. Входить до складу Усть-Кажинської сільської ради.

## Населення
Населення — 116 осіб (2010; 176 у 2002).
Національний склад (станом на 2002 рік):
- росіяни — 93 %